# Палапа (строение)

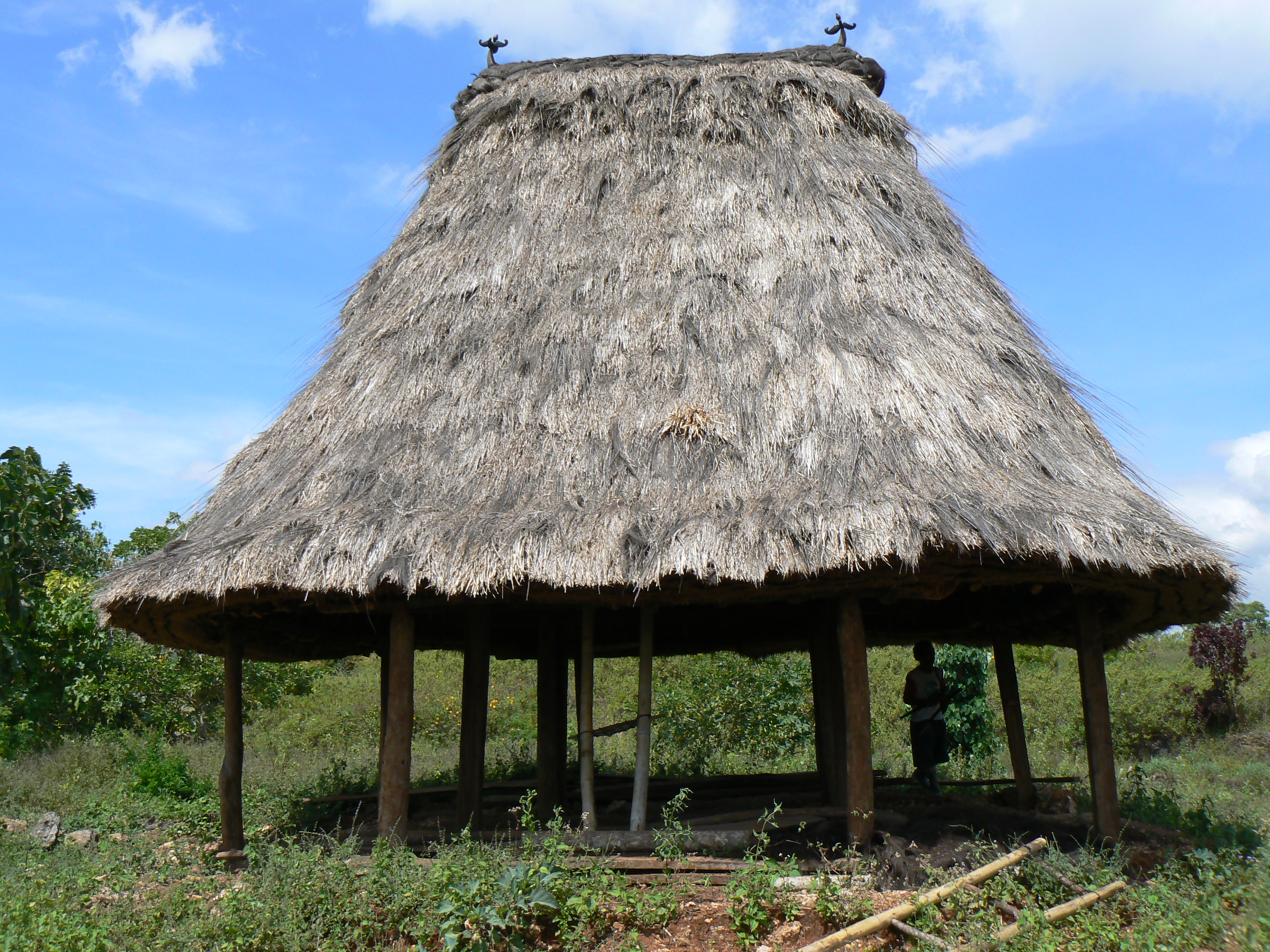
Крыша палапы в Восточном Тиморе

Пала́па (исп. Palapa) — название на испанском и португальском языках небольших открытых (без стен) хижин на деревянных столбах, крыши которых покрыты черешками высушенных пальмовых листьев или самими листьями

## Происхождение
Этот способ строительства происходит из Мексики и восходит к эпохе майя.
Изначально слово «палапа» произошло от филиппинского слова и имеет тагальское происхождение, означающее «черешок пальмового листа». Другой вариант: слово «палапа» имеет малайское происхождение и означает «мясистый лист», относящийся к текстуре различных пальмовых листьев. Палапа получила большое признание в мексиканском регионе, так как, в отличие от европейских сооружений, которые не подходили для условий окружающей среды, палапа могла противостоять теплу региона и обеспечивать свежесть под своей крышей, в дополнение к этому близко напоминало местную архитектуру культуры Запада с травой и землёй, и это очень дешёвая конструкция. Они были перепроектированы и сделаны из грязи и самана.
Простые и лёгкие постройки палапа являются одним из самых значительных архитектурных и региональных вкладов, которые филиппинская культура завещала мексиканскому Западу.

## Современное использование
Палапы в настоящее время используются во многих странах мира как пляжный бар или как пляжный домик для отдыха. Этот термин используется как в Юго-Восточной Азии, так и в Гондурасе и других странах Центральной Америки, где палапы относятся к открытым структурам с пальмовыми крышами, которые часто встречаются на мексиканских пляжах и пустынях в качестве защиты от солнца.
| - Палапа на реке Хуач - Палапа в Тельчак-Пуэрто, Юкатан, Мексика - Палапа над пляжным баром - Внутренняя часть палапы |